# Saarbach (Saar)
Der Saarbach ist ein 14,4 km langer, orographisch rechter und östlicher Nebenfluss der mittleren Saar, der ein Tal südöstlich der saarländischen Hauptstadt Saarbrücken durchläuft.

## Geographie

### Verlauf

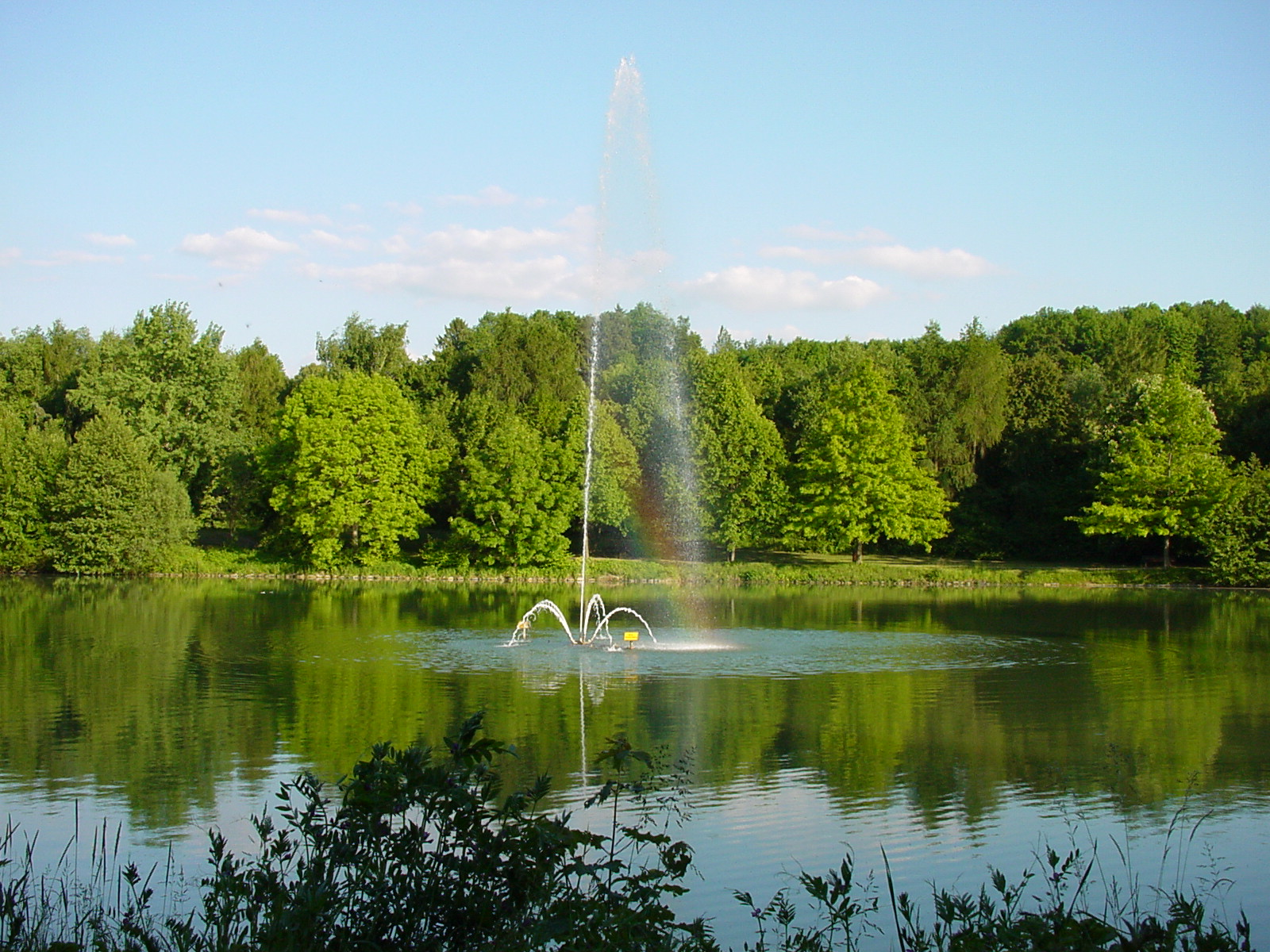
Ommersheimer Weiher

Der Saarbach entspringt im Bliesgau auf 320 m ü. NN am Hang zwischen Aßweiler im Ostsüdosten und Ommersheim im Westen. Etwa 1,7 km östlich der seinen liegt die Mandelbachquelle bereits jenseits der Wasserscheide zwischen der Saar und deren Zufluss Blies; während der jenseitige Mandelbach aber nach Süden zur Blies fließt, läuft der Saarbach in überwiegend westlicher Richtung zur Saar. Anfangs fließt er dabei in seinem Kerbsohlental durch das Biosphärenreservat Bliesgau. Er wird bis Fechingen, also fast auf der gesamten Länge, von der Landesstraße 107 begleitet.
Gleich unterhalb seiner Quelle wird das Wasser des Saarbachs seit 1971 im Naturschutzgebiet Naherholungsgebiet Gangelbrunnen zum Ommersheimer Weiher aufgestaut. In Ommersheim ist der erst kleine Bach, der zum Teil verrohrt in der Kanalisation ist, noch kaum wahrnehmbar. Erst unterhalb des Ortes und nach dem Zufluss des Dalheimer Baches prägt der Saarbach das Landschaftsbild. Er fließt durch Streuobstwiesen, wie es im Biosphärenreservat Bliesgau typisch ist.
Nach etwa drei Kilometern seines Laufs wendet sich der Saarbach mehr nach Süden zu und nimmt von beiden Seiten weitere Nebengewässer auf. In Höhe Ormesheim schwenkt er mit der Einmündung des Ormesheimer Bruchbachs wieder zurück gen Westen. Hier stand die Neumühle mit dem sogenannten „Sulgerhof“ von 1563, von der noch Reste aus der zweiten Hälfte des 16. Jahrhunderts erhalten sind. Knapp einen Kilometer unterhalb auf etwa 240 m ü. NN Höhe steht an der heutigen Grenze der beiden Kreise Saarpfalz im Osten und Saarbrücken im Westen die alte Bannmühle Gassenmühle, die zu den Besitzungen des Klosters Wadgassen gehörte. Dort verlässt an der Einmündung der Aubach das Biosphärenreservat Bliesgau.
Im Siedlungsgebiet des nun erreichten Eschringen und bis zum Zufluss des Kimmbachs ist der Saarbach gefasst, weiter unterhalb bis zum Freibad von Fechingen mäandriert er wieder nahezu ungehindert. Unterhalb Fechingens wird der Bach seit 1963 von seinem bedeutendsten Brückenbauwerk überspannt, der 420 m langen Talbrücke Fechingen der Bundesautobahn 6. Der Unterlauf des Saarbaches ist als Überschwemmungsgebiet der Saar ausgewiesen.
Danach fließt der Saarbach zwischen Brebach und Güdingen hindurch, um schließlich, nach Unterqueren der Bundesstraße 51 nahe dem Rohrbach in denselben Altarmstrunk der Saar wie dieser zu münden.

### Zuflüsse
Flussabwärts aufgeführt und mit orografischer Zuordnung:
Der Saarbach läuft anfangs westsüdwestlich.
- Magersbrunnenbach (links) in Ommersheim
- Ziegelbrunnenbach (rechts)
Hier wendet sich der Saarbach auf Südsüdwestlauf.
- Dalheimer Bach (rechts)
- Kirkelbach (rechts)
- Merlbach (!)
- Merlbach (!) (links)
- Ormesheimer Bruchbach (links) an der Neumühle von Ormesheim
Hier knickt der Saarbach nach Westsüdwesten.
- Müglinger Bach (links)
- Aubach (rechts) südlich von Ensheim
- Buschbach (links) am Ostrand von Eschringen
- Kimmbach (rechts) am Südrand von Eschringen
- Leitzenbruchbach (links)
Etwa südlichster Punkt des Saarbachlaufs, der sich nun nach Nordwesten wendet.
- Enkenfluß (links) am Freibad vor Fechingen
- Fechinger Tiefenbach (links) in Fechingen
- Wilhelmsbrühlbach (rechts) in Fechingen
- Wieschbach (GKZ 264328) (rechts) an der Heringsmühle im Fechinger Norden
Kurz zuvor hat der Westnordwestlauf des Saarbachs begonnen, der bald aus seinem Kerbsohlental in die weite Talebene der Saar austritt.